# Vom Vogel, der sein Nest vertan

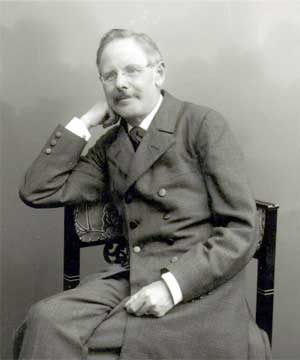
Peter Rosegger um 1905

Vom Vogel, der sein Nest vertan ist eine Erzählung des österreichischen Schriftstellers Peter Rosegger.

## Inhalt
Österreich in der ersten Dekade des 20. Jahrhunderts: Der titelgebende Vogel ist der Bergbauernsohn Karl Waldenbacher aus Hochgraith in den Alpen. Wie gut hat er es doch als Maschinenwart in der Holzpapiermühle Franzenshütte – vor hundert Jahren unter Kaiser Franz erbaut – getroffen! So schreibt er an seine Eltern. Der Vater Urban Waldenbacher macht seiner davongelaufenen einzigen Arbeitskraft im Antwortschreiben bittere Vorhaltungen. Karls Bruder Thomas muss noch drei Jahre beim Militär in Laibach dienen. Bis dahin wird der Hochgraithhof, bereits dreihundert Jahre im Besitz der Familie Waldenbacher, in fremden Händen sein. So kommt es auch. Karl denkt nicht an Heimkehr, kämpft in den Reihen der Sozialdemokraten für den Achtstundentag. Spuckt auf dem Höhepunkt des Klassenkampfes seinem Arbeitgeber, dem Millionär Herrn von Glotter, ins Gesicht. Der Starrsinn hat Folgen. Karl verliert seinen Arbeitsplatz, geht nach Steyr, streicht in Österreich umher, verdingt sich als Kohlenarbeiter, Erdgräber sowie Lastträger, wird wieder arbeitslos und landet wegen Mundraub im St. Pöltener Arrest. Dort in der Haft erreicht ihn ein Brief seiner Schwester Susanna, Susi gerufen. Das Schreiben, vor Monaten schon abgeschickt, zeigt den Tod und den Beerdigungstermin der geliebten Mutter Johanna Waldenbacher an.
Susi kann Karls Verhalten keinesfalls tolerieren. Keinen Kreuzer hat er geschickt. Die Waldenbachers mussten nach dem Verkauf ihren Hof verlassen; leben in Niedergraith in bescheidensten Verhältnissen. Als Karl, aus der Haft entlassen, weder ein noch aus weiß, marschiert er nach Niedergraith. Der Empfang dort durch den Vater und die Schwester ist mehr als frostig. Am nächsten Morgen wandert Karl weiter in Richtung Gebirge; erreicht den Hochgraithhof. Dieser wird von jenem Kapitalisten von Glotter bewirtschaftet, der durch seine Arbeiterschaft ruiniert worden war. Der 50-jährige von Glotter macht die anfallende schwere körperliche Arbeit, unterstützt von seinen Söhnen Albrecht, Cölestin und dem Dichter Ruprecht, selbst. Von Glotter erkennt Karl sofort und weiß auch, dass er einen Sohn des alten Hochgraithbauers Urban Waldenbacher vor sich hat. Trotzdem stellt der adelige Bauer, die alte Feindseligkeit vergessend, Karls als Knecht ein.
Karl avanciert auf dem Hochgraithhof zum Großmaier und verdient als rechte Hand des Hofbesitzers weniger als in der Franzenshütte. Frau von Glotter, die in Wien bei einer Schwester lebt, reist an und bald wieder ab. Sohn Albrecht, ein Promovierter, flüchtet mit. Von Glotter senior erkrankt und bleibt bettlägerig. Endlich kann Cölestin schalten und walten wie er will. Ein Kurhotel wird aus dem Boden gestampft. Als Cölestin abgewirtschaftet hat, verlässt der „Kurdirektor“ den Hof. Karl meint, von seinen inzwischen ersparten Groschen kann er irgendwann den Hof wieder erwerben. Es kommt anders. Ruprecht hat ein Auge auf Susi geworfen. Der Dichter möchte das hübsche Dirndl gerne heiraten, doch die Schöne stellt eine Bedingung: Zuerst muss sich der Bräutigam als Bauer bewähren. Ruprecht schafft das nicht; auch weil Karl ihm einen Knüppel zwischen die Beine wirft. Susi sitzt schließlich am längeren Hebel. Sie erhört den Poeten und verpasst dem verhassten Bruder Karl einen Denkzettel. Herrin auf dem Hochgraithhof wird Frau Susanna Glotter.

## Ausgaben
- Vom Vogel der sein Nest vertan, S. 62–125 in Peter Rosegger: Lasset uns von Liebe reden.  L. Staackmann. Leipzig 1910
- Vom Vogel, der sein Nest vertan. S. 5–48 in  Das Buch der Novellen. Zweiter Band. Von Peter Rosegger (Vom Vogel, der sein Nest vertan – Felix der Begehrte – Jung Hanele, die Trutzige – Die Feinde – Die Sennerin und ihre Freunde – Durch – Der Geldfeind – Das Ereignis in der Schrun – Maria im Elend – Empor zu Gott). L. Staackmann. Leipzig 1915

## Anmerkung
1. ↑  Oberhalb Andritz gibt es ein Hochgreith.